# Тома Жоллі
Тома Жоллі (фр. Thomas Jolly; нар. 1 лютого 1982, м. Руан, Франція) — французький актор, театральний та оперний режисер.
Художній керівник «La Piccola Familia», театральної компанії, яку він заснував у Руані 2006 року, керівник національного драматичного центру «Le Quai d'Angers» (з січня 2020 по листопад 2022 років). У вересні 2022-го був призначений художнім керівником церемоній літніх Олімпійських ігор 2024 року у Парижі.

## Життєпис

### Ранні роки
Народився у родині друкаря та медсестри.
Акторську діяльність почав у 1993 році в Руані, коли приєднався до дитячої театральної трупи під керівництвом Наталі Баррабе. Згодом вступив до середньої школи Жанни д'Арк у клас «Театр» і працював під керівництвом акторів Театру де Рів.
1999 року, поряд зі ступенем театрознавства в університеті Кан-Нормандія, створив університетську театральну трупу та грав на кількох фестивалях у регіоні. 2001 року в Кані приєднався до професійної підготовки акторів-стажерів в ACTEA (La Cité Théâtre) під керівництвом Олів’є Лопеса, згодом, 2003-го вступив до Національної школи національного театру Бретані у Ренні, школу під керівництвом Станісласа Норді, де працює, зокрема, під керівництвом Жана-Франсуа Сівадьє, Клода Режі, Юбера Кола, Робера Кантарелли, Ж.-К. Саїса та Антона Кузнєцова.

### Перші кроки
Паралельно із навчанням, поставив дві вистави: «Маріана» 2004 року – адаптація «Листів португальської черниці», та «Фотографія» Жана-Люка Лагарса 2005-го в рамках семінару «карт-бланш» школи TNB. Як актор 2005-го зіграв у «Splendid's» Жана Жене у постановці Седріка Гурмелона, а 2006-го, під керівництвом Станісласа Норді зіграв в «Арахісі» Фаусто Паравідіно.
Після повернення до Нормандії наприкінці 2006 року, зібрав кількох молодих акторів та заснував «La Piccola Familia». У січні 2007-го вийшла прем'єра вистави «Арлекін, вихований коханням» за п'єсою П'єра Карла де Шамблен Маріво, де виступив режисером та виконавцем титульної ролі Арлекіна. Прем'єру зіграли на національній сцені «Тризуб» у Шербур-Октевілі. Друга постановка, «Тоа» за п'єсою Саші Гітрі, була створена у «Trident», у січні 2009 року. Того ж року вистава отримала приз глядацьких симпатій «Odéon» у рамках фестивалю молодих компаній Impatience.
З 2010 року став до постановки всієї трилогії про Генріха VI Вільяма Шекспіра. Розділив твір на два великі цикли. Частина перша об’єднувала всю першу частину «Генріха VI» та перші 3 дії другої частини, й вийшла у січні 2012 року у Trident-Scène nationale у Шербур-Октевілі. Друга частина, до якої увійшли дві останні дії другої частини «Генріха VI» та всю його третя частиня, було створено у два етапи: епізод 3 вийшов у листопаді 2013 у Національному театрі Бретані, епізод 4 – в рамках 68-го Авіньйонського фестивалю. 21 липня 2014 року в La Fabrica вистава була представлена вперше повністю. Ця робота принесла йому Премію Мольєра за режисуру 2015 року.
2014 року поставив російську версію «Арлекіна, вихованого коханням» Маріво з акторами «Гоголь-центру» у Москві. У жовтні того ж року став асоційованим художником у Національному театрі Бретані в Ренні.

### Театральна та оперна режисура
Продовженням «Генріха VI», 2015 році випускає «Річарда III» на сцені театру «Одеон». Заявляв про бажання протягом доби, 24 години безперервно, зіграти поспіль всього «Генріха VI» та «Річарда III». 2016-го став асоційованим артистом Національного театру Страсбурга.
На фестивалі в Авіньйоні 2016 року представив дві нові робти: «Пліт Медузи» зі студентами Страсбурзької школи драматичного мистецтва та «Небо, ніч і славний камінь» — виставу у формі щоденного серіалу. справжню хроніку Авіньйонського фестивалю з 1947 по... 2086. Водночас разом із автором Дам’єном Габріаком створили коротку програму «Les Chroniques du Festival d'Avignon», яка транслювалася на «France Télévisions» у липні 2016 року.
Свою першу оперу «Еліогабало» Франческо Каваллі поставив у вересні 2016-го в Паризькій опері. «Фантазія» Оффенбаха  в Opéra-Comique вийшла 2017 року.
У липні 2018-го відкрив Авіньйонський фестиваль у головному дворику Папського палацу «оперною» постановкою «Тієст», римською трагедією Сенеки (сучасника Ісуса з Назарету), перекладеної з латинської мови Флоренс Дюпон, у якій сам зіграв роль Атрея (одного з «монстрів» Сенеки). Робота була номінована на Премію Мольєра у двох номінаціях. Як відмічала «The Guardian»: вистава «наповнює страхітливу сцену Папського палацу […] декількома моментами делікатної витонченості».
Того ж 2018 року, для фестивалю «Les Emancipéés» разом із L. (Raphaële Lannadère) та музикантом BabX створили музичне шоу на честь співачки Барбари, в якому також зіграв як актор.
20 вересня 2019 року отримав призначення на посаду директора Національного драматичного центру «Le Quai d'Angers» з 1 січня 2020 року.
Під час карантину у березні 2020 року, зіграв «Ромео і Джульєтту» на своєму балконі. 
У червні 2022-го представив повну версію «Генріх VI + Річард III = IX» на набережній в Анже протягом 4 вихідних: перший без нічної перерви, наступні 3 – з нічною перервою з суботи на неділю. Тетралогія тривала 15,5 годин чистого театрального часу, або майже 24 години з антрактами.

### Літні Олімпійські ігри 2024

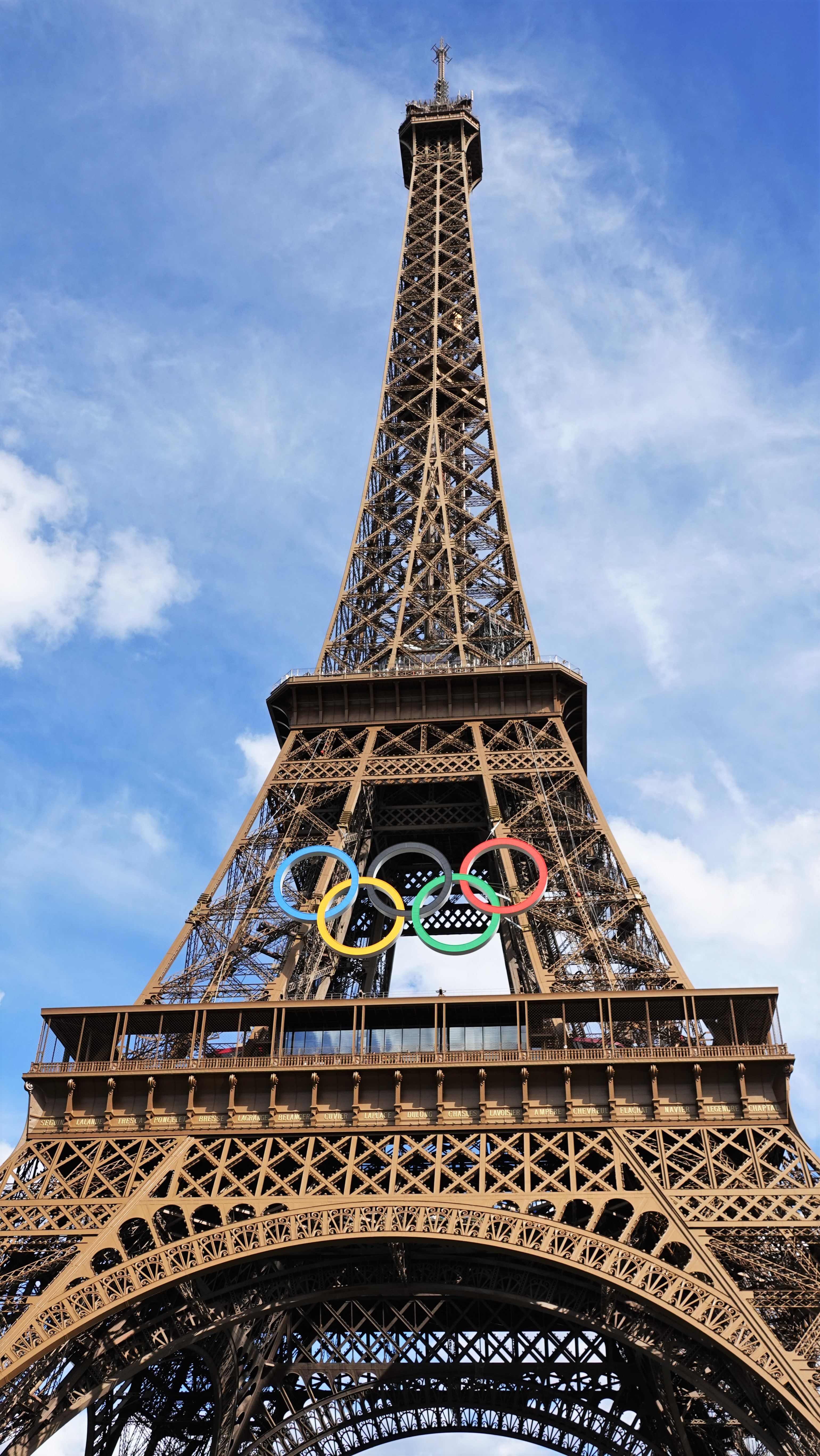
Олімпійські кільця на Ейфелевій вежі

У вересні 2022 року був призначений художнім керівником церемоній відкриття та закриття Олімпійських ігор у Парижі 2024 року у співпраці із Тьєррі Ребулем. За словами Тоні Естанге, президента Paris 2024, Жоллі є «сміливим вибором, який відповідає нашому баченню». Логістичний вибір відзначається інноваційною концепцією завдяки тому, що шоу відбувається за межами стадіону, на відстані понад шести кілометрів Сени. Тома Жоллі представляє художню інсценізацію, побудовану навколо 12 картин, яка прагне бути інклюзивною та репрезентувати Францію, заявляючи: «Найбільше я хочу, щоб ця церемонія включала всіх. Ми всі повинні відзначати цю різноманітність».

## Творчість

### Театральний актор
- 2005 — «Splendid's» Жана Жене; реж. Седрік Гурмелон[fr]
- 2006 — «Арахіс і Генуя 01» Фаусто Паравідіно[fr]; реж. Станіслас Норді[fr]
- 2007 — «Арлекін, вихований коханням» П'єра Карла де Шамблен Маріво; реж. Тома Жоллі — Арлекін
- 2008 — «Тоа» за п'єсою[fr] Саші Гітрі; реж. Тома Жоллі
- 2010 — «Басейн (без води)» Марка Рейвенхілла; реж. Тома Жоллі
- 2011 — «Гонка на Марсі» / «Свято смерті»
- 2012 — «Генріх VI» Вільяма Шекспіра (частина 1); реж. Тома Жоллі
- 2013 — «Зараза темряви» / «Зуб гадюки»
- 2013 — «Багряниця крові» / «Зима невдоволення»
- 2014 — «Генріх VI» Вільяма Шекспіра (частина 2); реж. Тома Жоллі
- 2015 — «Річард III» за п'єсою Вільяма Шекспіра; реж. Тома Жоллі — Річард III
- 2016 — «Усі діти хочуть бути схожими на дорослих» Лорани Казанави[fr]
- 2016 — «Небо, ніч і славний камінь»
- 2018 — «Тієст» Сенеки; реж. Тома Жоллі — Атрей, цар Мікен[46]
- 2018 — «Сад тиші» музичне шоу співачки L; реж. Тома Жоллі
- 2019 — «Підсвічник» Альфреда де Мюссе; реж. Бруно Байє — Фортуніо
- 2021 — «Мітрідат» Жана Расіна; реж. Ерік Віньєр[47]

### Театральний режисер
- 2006 — «Арлекін, вихований коханням» за п'єсою[fr] П'єра Карла де Шамблен Маріво
- 2008 — «Тоа» за п'єсою[fr] Саші Гітрі
- 2010 — «Ніч з Равальцями»
- 2010 — «Басейн (без води)» за п'єсою[fr] Марка Рейвенхілла[fr]
- 2012 — «Генріх VI» за п'єсою[fr] Вільяма Шекспіра (частина 1)
- 2012 — «Ми такі молоді, що все ще займаємося злочинністю»
- 2013 — «Каса» Демієна Габріака
- 2014 — «Генріх VI» за п'єсою Вільяма Шекспіра (частина 2)[48]
- 2015 — «Річард III» за п'єсою Вільяма Шекспіра[49]
- 2016 — «Пліт медузи» Георга Кайзера[50]
- 2016 — «Небо, ніч і славний камінь», Хроніки Авіньйонського фестивалю з 1947 по… 2086 (Сад Чеккано, Авіньйонський фестиваль)
- 2016 — «Еліогабало» опера[fr] Франческо Каваллі (Опера Гарньє)
- 2017 — «Фантазія» Жака Оффенбаха (Національний театр комічної опери, Париж)[51]
- 2018 — «Сад тиші» музичне шоу L (Рафаель Ланнадер)[fr] (Ванн)
- 2018 — «Тієст» за трагедією[fr] Сенеки (Папський палац, Авіньйонський фестиваль)[52]
- 2019 — «Підземний світ Макбета» опера[fr] на музику Паскаля Дюсапена (Королівський театр Ла Монне, Брюссель)
- 2020 — «Ніч мадам Люсьєн» Копі[fr] (Le Quai, Анже)[53]
- 2022 — «Дракон» за п'єсою Євгенія Шварца (Le Quai, Анже)
- 2022 — «Старманія» мюзикл Мішеля Берже та Люка Пламондона
- 2023 — «Ромео і Джульєтта» опера[fr] Шарля Гуно (Опера Бастилія, Париж)
- 2024 — Церемонії відкриття та закриття Олімпійських ігор 2024 (Париж)

### Фільмографія
- 2009 — «The Secret People»

### ТВ-шоу
- 2016 — «Хроніки Авіньйонського фестивалю» (France 2)
- 2018 — «The Théâââtre, 19 упереджених ідей про театр» (France Télévisions та Culturebox)

## Визнання
- 2009 — Фестиваль Impatience pour — Приз глядацьких симпатій за виставу «Тоа»
- 2013 — Премія Бомарше за найкращу виставу «Генріх VI»
- 2014 — Театральна премія Жан-Жака Готьє[54]
- 2015 — Премія Мольєра[fr]. Режисерська премія за виставу «Генріх VI»
- 2015 — Премія Жан-Жака Готьє – SACD
- 2015 — Гран-прі Професійної асоціації критиків
- 2017 — Премія Бомарше - SACD / Режисура
- 2019, 12 березня — Кавалер ордена мистецтв і літератури[55]
- 2019 — Номінації Премії Мольєра за виставу «Тієст»: акторка другого плану (Анні Мерсьє); візуальні ефекти
- 2023 — Премія «Мольєр» за візуальні та звукові ефекти за шоу «Starmania»